# Кућа породице Карамата
Кућа породице Карамата је непокретно културно добро. Представља споменик културе од великог значаја за Београд и налази се у Земуну у улици Караматина бр. 17. Зграда представља један од најзначајнијих споменика старог језгра Земуна. Решењем Републичког завода, Кућа породице Карамата проглашена је 1950. године за споменик културе, а за културно добро утврђена је 1979. године.

## Историја
Кућа породице Карамата саграђена је 1763. за земунског трговца Кузмана Јовановића. Кућу је 1779. откупио Димитрије Карамата, досељеник из Катранице из тада турске Егејске Македоније (данас Пирги у Грчкој), за 4.000 форинти. Од тада па све до данас, зграда се налази у власништву породице Карамата, чија седма генерација и даље живи у њој.
Највиши део зграде подигао је првобитни власник. Јован Карамата, син Димитрија, надзидао је 1827. године спрат на средњем делу куће и извршио адаптацију зграде у целости. Из тога времена је јединствена фасада с капијом изнад које стоји година 1827. На плановима Земуна с краја 18. века зграда има данашњи габарит. Градитељи куће за сада су непознати, а нема ни оригиналних планова.

## Опис
Кућа се састоји из три дела: приземног, једноспратног са једноставним кровом и једноспратног са подрумом и мансардним кровом. Сва три дела повезана су јединствено обрађеном фасадом и имају заједнички главни улаз. Фасада је обликована у духу класицизма и ампира, док зграда у целини има одлике типичне барокне градске стамбене куће. Ранија барокна капија била је на источном делу зграде. Има очуван ентеријер са стилским намештајем, предметима примењене уметности и породичним портретима из 18. и 19. века, радовима познатих српских сликара Георгија Тенецког и Павела Ђурковића.

## Значајне личности и догађаји везани за Кућу породице Карамата
За време аустро-турског рата, септембра 1789. године, у Кући породице Карамата одсео је цар Јосиф II, са званичном титулом Цар Светог римског царства. Јосиф II је био син Марије Терезије и брат Марије Антоанете, супруге француског краља Луја XVI убијеним у француској револуцији. Уз Јосифа је био и његов нећак престолонаследник Фрања (касније цар Фрањо II). Ту је одржан ратни савет на којем су учествовали поред Јосифа II и фелдмаршали Лаци и Лаудон. У част цара, је касније на плафону велике собе на првом спрату постављен, у дрвету резан и обојен, грб са двоглавим аустријским орлом и симболима монархије, вероватно дело домаћег »пилтора».
За време Српског покрета 1848.49 године, у јесен 1848. године у кући је становао, заједно са главним одбором, патријарх српски Јосиф Рајачић, црквен и политички старешина војвођанских Срба тог времена, и у њој су одржаване седнице Главног народног одбора Српске Војводине, у ком је Атанас Карамата био касир (данас ранг министра финансија). На првом асигнату од 13. августа 1848. године, и свим каснијим, на десној страни је потписан председатељ Јован Шупљикац, а лево Атанасије Карамата. У њој је, поред других познатих личности, боравио и Вук Стефановић Караџић са ћерком Мином и Бранко Радичевић.

## Конзерваторски радови
Градитељи куће за сада су непознати, а нема ни оригиналних планова. Зграда је детаљно снимљена октобра 1936. године Конзерваторски радови на објекту изведени су 1967. године. Готово четири деценије касније, 2006. године, урађена је и санација влаге.

## Галерија
- Панорама куће породице Карамата
- Изглед из Караматине улице
- Изглед са дунавске стране
- Детаљ са годином градње (1763)
- Три прозора са различитом бордуром и година изградње на фасади
- Изглед предње фасаде са капијом
- Детаљ, улазна врата
- Детаљ улазних врата са ознаком културне баштине
- Звекир
- Ознака културне баштине
- Ознака културне баштине
- Кућа породице Карамата
- Кућа породице Карамата